# Bora! Bora! Bora!
A "Bora! Bora! Bora!" a német Scooter együttes 2017.ben megjelent kislemeze, az első a "Forever" című albumukról. Több szempontból visszatérés volt a korábbi népszerű elemekhez: a jumpstyle-szerű stílus, a címválasztás, a közönségénekeltetés, valamint egy korábbi számuk újrafeldolgozása mind ilyenek voltak, ahogy az is, hogy két és fél év után CD-n is megjelent.

## Története
A Scooter 2016 végén meghirdette a "100% Scooter - 25 Years Wild & Wicked Tour"-t, melyet az együttes alapításának 25. évfordulója alkalmából szerveztek. Ekkor még csak terv szintjén beszéltek róla, hogy 2017 végén esetleg kiadhatnak egy új albumot, de semmi konkrétum nem történt. Május elsején az Instagramra kikerült egy rövid videó egy svájci fellépésről, ahol egy eddig ismeretlen számot játszottak (mely kísértetiesen emlékeztetett a The Ultimate Aural Orgasm albumon hallható "The United Vibe"-ra).
Május 11-én a Scooter hivatalos Facebook-csatornájának fejlécére kikerült egy kép, a "Bora! Bora! Bora!" felirattal. A hivatalos bejelentésre egy napot kellett várni, és ekkor közölték azt is, hogy a kislemez hosszú idő után CD-n is megjelenik. A stílusát jumpstyle-nak ígérték, de egyértelműen nem az, bár hasonlít a Jumping All Over The World nagylemez számaira. A zene stílusa folytatja az "Ace" által lefektetett alapokat Az is kiderült, hogy az új kislemez tényleg az lesz, amit korábban a videón is láthattunk, azaz Den Harrow "Catch The Fox" című számát dolgozzák fel ismét, de már kislemezen kiadva. A hivatalos premierje egy nappal a kiadása után, május 27-én, éppen Magyarországon, a Budapest Parkban volt.

## Számok listája
1. Bora! Bora! Bora! (3:13)
2. Bora! Bora! Bora! (Extended Mix) (4:00)

## Közreműködtek
- H.P. Baxxter a.k.a. MC Skinny (ének, szöveg)
- Phil Speiser (zene, utómunkálatok)
- Michael Simon (zene)
- Jens Thele (menedzser)
- Michele Chieregato, Roberto Turatti, Fiorenzo Zanotti, Thomas Beecher Hooker (eredeti szerzők)
- Martin Weiland (borítóterv)

## Más változatok
A 2020-as "I Want You To Stream" koncertalbumon hallható a dal koncertváltozata.

## Videóklip
A klip a 2007-2008-as videóklipjeikhez hasonlóan meglehetősen egyszerű lett. Többnyire H.P. Baxxtert mutatja a kamera, a másik két tag csak mutatóba bukkan fel. Rajtuk kívül szerepet kaptak benne táncoslányok, illetve a pár év kihagyás után visszatérő jumpstyle táncosok (ezúttal azonban nem a Sheffield Jumpers). Kisebb, de mókás szerepet kapott benne egy két lábon ágaskodó és táncoló kiskutya is.